# Harney & Sons
Harney&Sons — американская чайная компания.

## История компании
Чайная компания Harney&Sons была основана в 1983 году Джоном Харни в городе Салисбури, штат Коннектикут.
До того как начать свой собственный бизнес, Джон проработал 13 лет в компании Sarum Tea со Стенли Мэйсоном.
В 1960 году Мэйсон заключил сделку на поставку чаев компании Sarum Tea c Харни, был совладельцем и управляющим отеля White Hart Inn. В 1967 Мэйсон уговорил Харни подавать в отеле только рассыпные чаи, которые в то время редко где предлагались в США. Тогда Харни заинтересовался чайным бизнесом и в 1970 году он выкупил Sarum Tea у Мэйсона.
Сначала Джон управлял компанией один, затем к нему присоединился младший сын Пол, который на тот момент был ещё школьником. Через несколько лет Джон уговорил второго сына Майкла работать вместе. Единственная дочь Лайза помогала отцу в роли менеджера по продажам в Нью-Йорке. Сейчас у компании есть несколько чайных бутиков и комнат дегустаций в США, но в основном чай поставляется в сеть отелей Four Seasons, Astoria-Waldorf Hotel в Нью-Йорке, знаменитой американской книжной сети Barnes & Noble и т. д. В 2009 Майкл Харни написал книгу «Harney&Sons. Путеводитель по чаю» («Harney&Sons Guide to Tea») совместно со своим отцом Джоном, за которую впоследствии получил номинацию на премию James Beard Foundation Awards.